# Davies Dome
Davies Dome är en bergstopp i Antarktis. Den ligger i Västantarktis. Argentina, Chile och Storbritannien gör anspråk på området. Toppen på Davies Dome är 419 meter över havet, eller 326 meter över den omgivande terrängen. Bredden vid basen är 5,7 km.
Terrängen runt Davies Dome är huvudsakligen kuperad, men söderut är den platt. Havet är nära Davies Dome åt nordväst. Trakten är glest befolkad. Närmaste befolkade plats är Mendel Polar Station, 14,1 kilometer nordost om Davies Dome. 